# Eiselfing
Eiselfing település Németországban, azon belül Bajorországban. Lakosainak száma 3285 fő (2023. december 31.). Eiselfing Schonstett, Griesstätt, Wasserburg am Inn, Babensham és Amerang községekkel határos.

## Népesség
A település népessége az elmúlt években az alábbi módon változott:
| Lakosok száma | 2065 | 2245 | 2874 | 2901 | 2933 | 2995 | 2994 | 3055 | 3262 | 3285 |
|               | 1970 | 1975 | 2011 | 2012 | 2014 | 2015 | 2017 | 2019 | 2022 | 2023 |